# Arné (Hautes-Pyrénées)
Pour les articles homonymes, voir Arné.
Arné (prononcé [aʁne]) est une commune française du département des Hautes-Pyrénées, en région Occitanie. Sur le plan historique et culturel, la commune est dans la région gasconne de Magnoac, située sur le plateau de Lannemezan, qui reprend une partie de l’ancien Nébouzan, qui possédait plusieurs enclaves au cœur de la province de Comminges et a évolué dans ses frontières jusqu’à plus ou moins disparaitre.
Exposée à un climat océanique altéré, elle est drainée par l'Arrats, la Gesse, le Cier et par divers autres petits cours d'eau. La commune possède un patrimoine naturel remarquable composé d'une zone naturelle d'intérêt écologique, faunistique et floristique.
Arné est une commune rurale qui compte 182 habitants en 2022, après avoir connu un pic de population de 516 habitants en 1851. Elle fait partie de l'aire d'attraction de Lannemezan. Ses habitants sont appelés les Arnois ou  Arnoises.
Située à la frontière entre le département des Hautes-Pyrénées et celui de la Haute-Garonne, elle est l'une des 57 communes membres de la communauté de communes du Plateau de Lannemezan Neste-Baronnies-Baïses. Sa population municipale totalise 215 habitants en 2016 et son territoire couvre une superficie de 8,34 km2.

## Géographie

### Localisation et communes limitrophes
Arné est distante à vol d'oiseau (orthodromie) de 12,2 km de Lannemezan (chef-lieu du canton, et siège de la communauté de communes et centre du bassin de vie no 65258). Mais aussi à 31,8 km de Bagnères-de-Bigorre (chef-lieu de l'arrondissement), 35,7 km de Tarbes (préfecture, centre de la zone d'emploi no 7310), 89 km de Toulouse (capitale régionale) et 646,2 km de Paris. La commune française métropolitaine la plus éloignée est Bray-Dunes à 889,3 km.
Arné est limitrophe de cinq communes, dont Boudrac, qui se situe en Haute-Garonne.
| - Arné et les communes limitrophes. - Arné (en bleu) dans la CC du Plateau de Lannemezan Neste-Baronnies-Baïses (en rouge) de 2017. - Carte topographique |

| Monlong   | Monléon-Magnoac |                         |
| Réjaumont | Arné            | Boudrac (Haute-Garonne) |
| Uglas     |                 |                         |

### Géologie et relief
La superficie de la commune est de 834 hectares ; son altitude varie de 414 à 564mètres, soit une moyenne de 489 mètres.
Le sous-sol d'Arné est formé de crétacé supérieur, d'holocène, de pliocène et de miocène.

### Hydrographie
Dix cours d'eau prennent leur source, ou passent sur le territoire de la commune. Dont l'Arrats, d'une longueur totale de 162,1 km (avec 5,975 km passant par la commune) ; la Gesse, d'une longueur totale de 52 km (avec 6,26 km passant par la commune) ; le Cier, d'une longueur totale de 13,6 km (avec 0,826 km passant par la commune) ; le Bras de la Gesse, d'une longueur totale de 0,4 km (avec 0,162 km passant par la commune) ; le Ruisseau de Loiné, d'une longueur totale de 2,1 km (avec 1,365 km passant par la commune) ; ou encore le Ruisseau du Barès, d'une longueur totale de 2,1 km (avec 2,147 km passant par la commune).

### Climat
Le climat qui caractérise la commune est qualifié, en 2010, de « climat océanique altéré », selon la typologie des climats de la France qui compte alors huit grands types de climats en métropole. En 2020, la commune ressort du même type de climat dans la classification établie par Météo-France, qui ne compte désormais, en première approche, que cinq grands types de climats en métropole. Il s’agit d’une zone de transition entre le climat océanique et les climats de montagne et le climat semi-continental. Les écarts de température entre hiver et été augmentent avec l'éloignement de la mer. La pluviométrie est plus faible qu'en bord de mer, sauf aux abords des reliefs.
Les paramètres climatiques qui ont permis d’établir la typologie de 2010 comportent six variables pour les températures et huit pour les précipitations, dont les valeurs correspondent à la normale 1971-2000. Les sept principales variables caractérisant la commune sont présentées dans l'encadré ci-après.
| Paramètres climatiques communaux sur la période 1971-2000 - Moyenne annuelle de température : 11,8 °C - Nombre de jours avec une température inférieure à −5 °C : 3,3 j - Nombre de jours avec une température supérieure à 30 °C : 5,1 j - Amplitude thermique annuelle : 14,5 °C - Cumuls annuels de précipitation : 984 mm - Nombre de jours de précipitation en janvier : 10 j - Nombre de jours de précipitation en juillet : 6,9 j |

Avec le changement climatique, ces variables ont évolué. Une étude réalisée en 2014 par la Direction générale de l'Énergie et du Climat complétée par des études régionales prévoit en effet que la  température moyenne devrait croître et la pluviométrie moyenne baisser, avec toutefois de fortes variations régionales. Ces changements peuvent être constatés sur la station météorologique de Météo-France la plus proche, « Gavarnie », sur la commune de Gaussan, mise en service en 1992 et qui se trouve à 5 km à vol d'oiseau,, où la température moyenne annuelle est de 7,6 °C et la hauteur de précipitations de 1 466,6 mm pour la période 1981-2010.
Sur la station météorologique historique la plus proche, « Tarbes-Lourdes-Pyrénées », sur la commune d'Ossun,  mise en service en 1946 et à 43 km, la température moyenne annuelle évolue de 12,2 °C pour la période 1971-2000, à 12,6 °C pour 1981-2010, puis à 12,9 °C pour 1991-2020.

### Risques naturels et technologiques
La commune est inscrite pour les risques suivants : inondation ; mouvement de terrain : tassements différentiels ; séisme (zone no 3 : moyenne).
| Mois                              | jan.  | fév.  | mars  | avril | mai   | juin  | jui.  | août | sep.  | oct.  | nov.  | déc.  | année   |
| --------------------------------- | ----- | ----- | ----- | ----- | ----- | ----- | ----- | ---- | ----- | ----- | ----- | ----- | ------- |
| Température minimale moyenne (°C) | 1     | 1,5   | 3,7   | 5,6   | 9,5   | 12,8  | 14,9  | 14,9 | 11,9  | 8,7   | 4,3   | 1,8   | 7,5     |
| Température moyenne (°C)          | 5,6   | 6,4   | 8,9   | 10,7  | 14,5  | 17,8  | 20    | 20,1 | 17,24 | 13,8  | 9     | 6,4   | 12,6    |
| Température maximale moyenne (°C) | 10,3  | 11,3  | 14,2  | 15,8  | 19,5  | 22,8  | 25,1  | 25,2 | 22,8  | 19    | 13,7  | 11    | 17,6    |
| Ensoleillement (h)                | 118,3 | 129,2 | 169,2 | 170,2 | 189,1 | 197,9 | 204,9 | 206  | 189,8 | 150,6 | 117,5 | 108,7 | 163     |
| Précipitations (mm)               | 95    | 81,1  | 87    | 111,7 | 111,6 | 78    | 56    | 68,1 | 71,6  | 88,1  | 102,5 | 96,7  | 1 047,4 |

| Mois                                        | jan.           | fév.            | mars           | avril          | mai             | juin           | jui.          | août           | sep.          | oct.            | nov.            | déc.             |
| ------------------------------------------- | -------------- | --------------- | -------------- | -------------- | --------------- | -------------- | ------------- | -------------- | ------------- | --------------- | --------------- | ---------------- |
| Record de froid (°C) date du record         | −17,9 8/1/1985 | −14,4 11/2/1956 | −9,8 6/3/1971  | −3,4 13/4/1958 | −4 18/5/1997    | 2,3 3/6/1962   | 1 6/7/1984    | 2 12/8/1974    | 0,7 25/9/2002 | −3,3 25/10/2003 | −9,6 23/11/1998 | −13,4 28/12/1962 |
| Record de chaleur (°C) date du record       | 22,6 28/1/1966 | 29,2 29/2/1960  | 29,1 17/3/1947 | 30,1 30/4/2005 | 32,9 30/5/2001  | 37,9 22/6/2003 | 38,2 8/7/1982 | 39 13/7/2003   | 40 27/9/1977  | 33,8 2/10/1985  | 27,6 23/11/1992 | 26,1 24/12/1983  |
| Record de vent (km/h) date du record        | 116,6          | 122,4           | 113            | 97,2           | 133,3 26/5/2000 | 108            | 93,6          | 108            | 97,2          | 87 29/10/2003   | 100,8           | 137 27/12/1999   |
| Record de pluie en 24 h (mm) date du record | 70,4 24/1/2014 | 66,4 2/2/1952   | 59,8 10/3/2006 | 70,5 1/4/1957  | 65,6 21/5/1959  | 79,7 10/6/1978 | 69,1 6/7/1967 | 59,6 24/8/2002 | 82,6 2/9/2011 | 64,5 7/10/1947  | 56,5 21/11/2013 | 69,8 25/12/1993  |

### Voies de communication et transports

#### Voies de communication
Arné est desservie par les routes départementales D 9, D 24 et D 224.
L'autoroute A64 est accessible aux sorties  13 à Lannemezan et  15 à Capvern.

#### Transports
La plus proche gare SNCF est la gare de Lannemezan (environ vingt minutes de trajet automobile).
L'aéroport Tarbes-Lourdes est distant d'environ 57 km.

## Urbanisme

### Typologie
Au 1er janvier 2024, Arné est catégorisée commune rurale à habitat dispersé, selon la nouvelle grille communale de densité à sept niveaux définie par l'Insee en 2022.
Elle est située hors unité urbaine. Par ailleurs la commune fait partie de l'aire d'attraction de Lannemezan, dont elle est une commune de la couronne,. Cette aire, qui regroupe 65 communes, est catégorisée dans les aires de moins de 50 000 habitants,.

### Occupation des sols
L'occupation des sols de la commune, telle qu'elle ressort de la base de données européenne d’occupation biophysique des sols Corine Land Cover (CLC), est marquée par l'importance des territoires agricoles (81 % en 2018), une proportion identique à celle de 1990 (81 %). La répartition détaillée en 2018 est la suivante : 
zones agricoles hétérogènes (79,9 %), forêts (15,7 %), zones urbanisées (3,3 %), terres arables (1,1 %).
L'IGN met par ailleurs à disposition un outil en ligne permettant de comparer l’évolution dans le temps de l’occupation des sols de la commune (ou de territoires à des échelles différentes). Plusieurs époques sont accessibles sous forme de cartes ou photos aériennes : la carte de Cassini (XVIIIe siècle), la carte d'état-major (1820-1866) et la période actuelle (1950 à aujourd'hui).

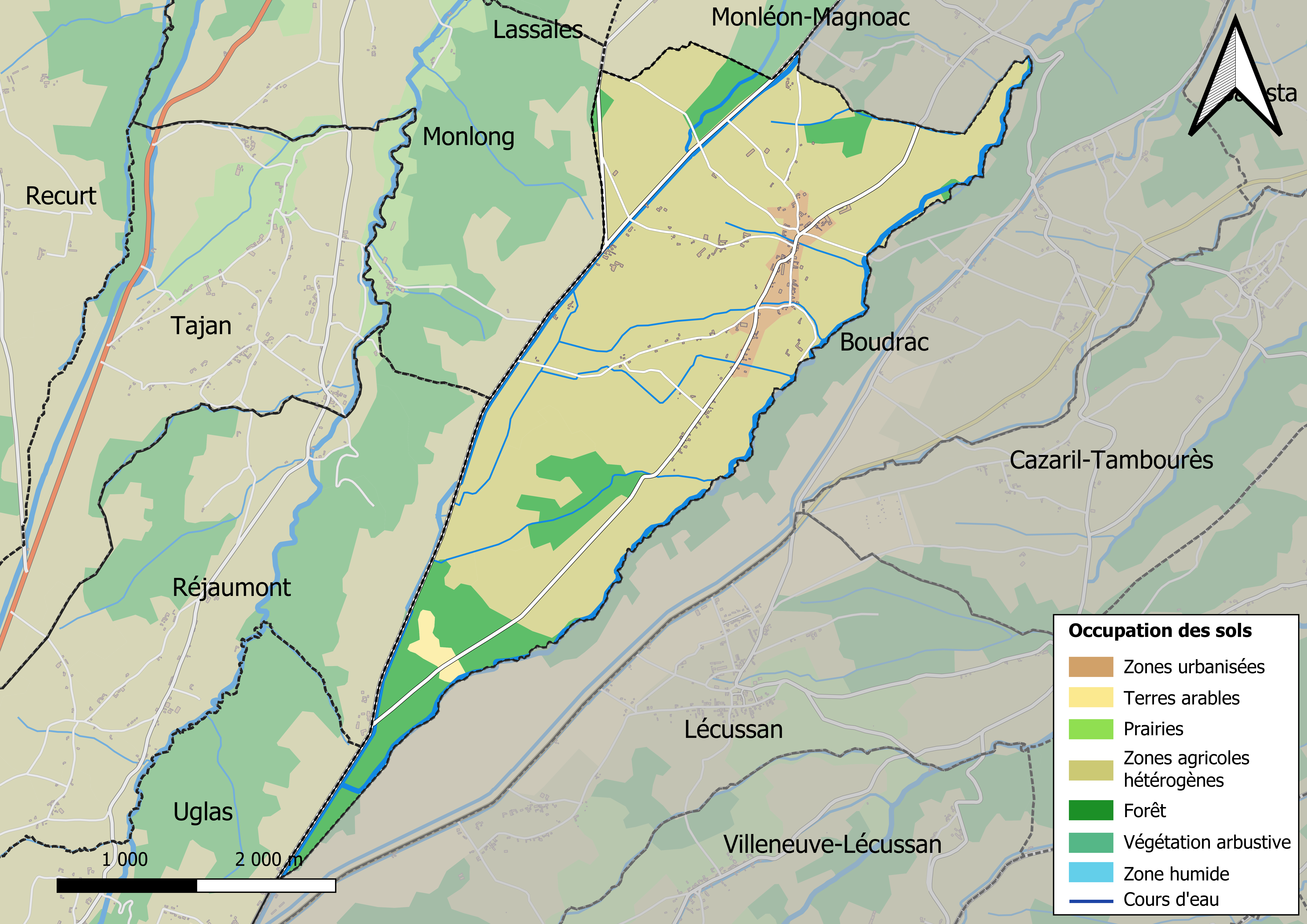
Carte des infrastructures et de l'occupation des sols en 2018 (CLC) de la commune.
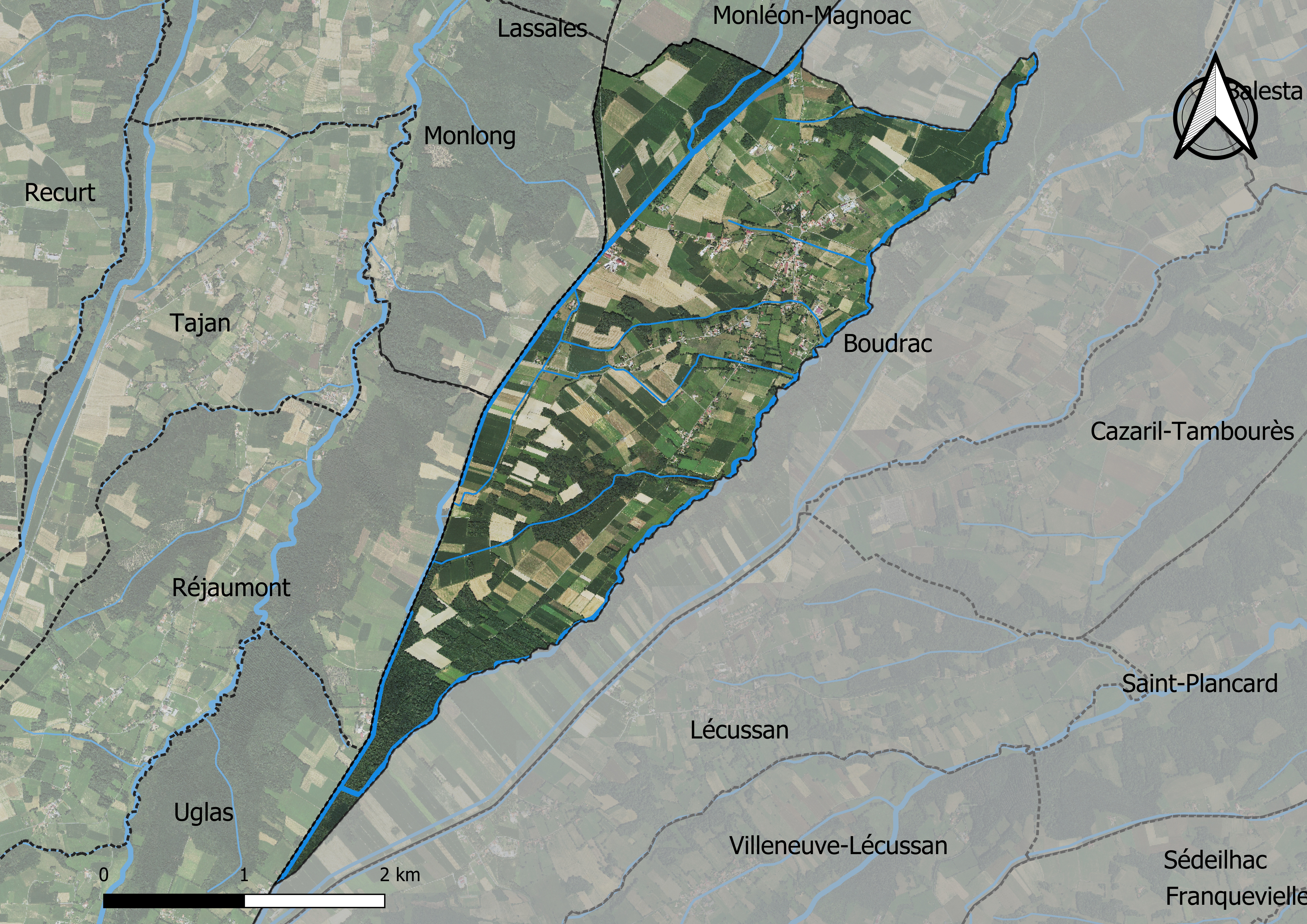
Carte orthophotogrammétrique de la commune.

## Logement
Le tableau ci-dessous présente une comparaison de quelques indicateurs chiffrés du logement pour Arné et l'ensemble des Hautes-Pyrénées en 2015, au travers de quelques indicateurs, :
|                                                        | Arné | Hautes-Pyrénées |
| ------------------------------------------------------ | ---- | --------------- |
| Ensemble des logements                                 | 119  | 157 951         |
| Part des résidences principales (en %)                 | 86,1 | 67,3            |
| Part des résidences secondaires (en %)                 | 5,2  | 23,1            |
| Part des logements vacants (en %)                      | 8,7  | 9,6             |
| Part des ménages propriétaires de leur logement (en %) | 73,8 | 65,3            |

En 2015, le nombre total de logements dans la commune est de 119. Parmi ces logements, 86,1 % sont des résidences principales, 5,2 % des résidences secondaires et 8,7 % des logements vacants. Ces logements sont pour 80,7 % d'entre eux des maisons individuelles et pour 19,3 % des appartements.
La plus grande majorité des ménages (73,8 %) sont propriétaires de leur habitation, valeur assez élevée par rapport à la moyenne départementale (65,3 %) ; le logement locatif représente 25,2 % des résidences principales. En 2015, près de deux ménages sur cinq résident dans la commune depuis plus de 30 ans. Entre 1991 et 2012, 39 résidences principales ont été construites (en majorité des appartements), représentant 38,2 % du parc ; entre 1946 et 1990, le nombre de constructions nouvelles était de 27,.
Il n'y a pas de logements HLM à Arné, ni d'immeuble d'habitat collectif.

## Toponymie
On trouvera les principales informations dans le Dictionnaire toponymique des communes des Hautes-Pyrénées de Michel Grosclaude et Jean-François Le Nail qui rapporte les dénominations historiques du village.
Dénominations historiques :
- Arnerio, en 1290 ;
- De Arnerio, latin (1387, pouillé du Comminges) ;
- Arné (fin XVIIIe siècle, carte de Cassini).

Étymologie : probablement du nom de personnage germanique Arner, sans suffixe, il peut être formé sur le nom d'homme gaulois Arnos, mais on envisagera plutôt une racine prélatine ar(n).
Nom occitan : Arnèr.

## Histoire
« La présence de deux tumuli fait remonter l'habitat d'Arné à la protohistoire, environ 3000 av. J.C., et les vestiges d'un cippe funéraire attestent d'une occupation des lieux durant la période Gallo-romaine. Son nom pourrait ainsi provenir du gaulois Arnos ou du latin Anérius.
Du haut Moyen Âge à la révolution, le village d'Arné était rattaché au diocèse ecclésiastique de Saint-Bertrand-de-Comminges. Quant au diocèse civil, après s'être retrouvé en Jugerie de Rivière puis en Nébouzan, à la suite du partage du Comminges entre Pétronille de Bigorre et son frère Bernard V, Arné entra dans le Pays de Quatre-Vallées.
Au cours des siècles, de multiples seigneuries se sont succédé à Arné, les Vicomtes de Lavedan, les Vicomtes de La Barthe vassaux des Rois d'Aragon, le Comte d'Armagnac, les Bourbon, Arné étant ainsi à l'époque des guerres de religion sous la coupe d'un seigneur protestant, les Sariac et Devèze, le Commandeur des Hospitaliers de Boudrac et les Chapelains de Garaison.
Pendant la Révolution, Arné intégrée dans le canton de Castelnau-Magnoac, et les autres villages des Quatre Vallées, seront réunis à l'ancien Pays de Bigorre, sous l'impulsion de Bertrand Barrère [sic] membre éminent de la Convention, pour former le Département des Hautes Pyrénées.
Les habitants d'Arné étaient en grande partie paysans, fonctionnant exclusivement en faire-valoir direct avec de petites propriétés, selon un écosystème d'inspiration montagnarde, et cette économie agro-pastorale autarcique avait pour base les vacants communs, bédats, padouens et besiaux, qui occupaient plus de la moitié de l'espace rural.
Les mutations du XIXe siècle et du XXe siècle ont sensiblement modifié l'organisation ancestrale en partie basée sur une économie collective, au travers notamment du partage des biens communaux et de la mécanisation progressive de l'agriculture et de l'élevage.
Le creusement du canal de la Neste à partir de 1850 constitue également un évènement [sic] majeur qui permettra à la Commune et à ses habitants de ne jamais manquer d'eau, alors qu'ils en étaient privés durant les mois d'été. Aujourd'hui encore, le système d'irrigation géré par une Association Syndicale Autorisée, et mis en place à partir du canal communal dérivé du système des Nestes, fonctionne toujours.
Avec dix huit jeunes morts pendant la Première Guerre mondiale, Arné a payé un très lourd tribut, et connu ensuite comme les autres communes rurales, un exode continu au cours du XXe siècle.
L'électrification de la Commune commença en 1923 inaugurant sa modernisation continue, et la restauration de son patrimoine au cours des dernières années. »

— selon le site de la communauté de communes, qui référence l'histoire du village.

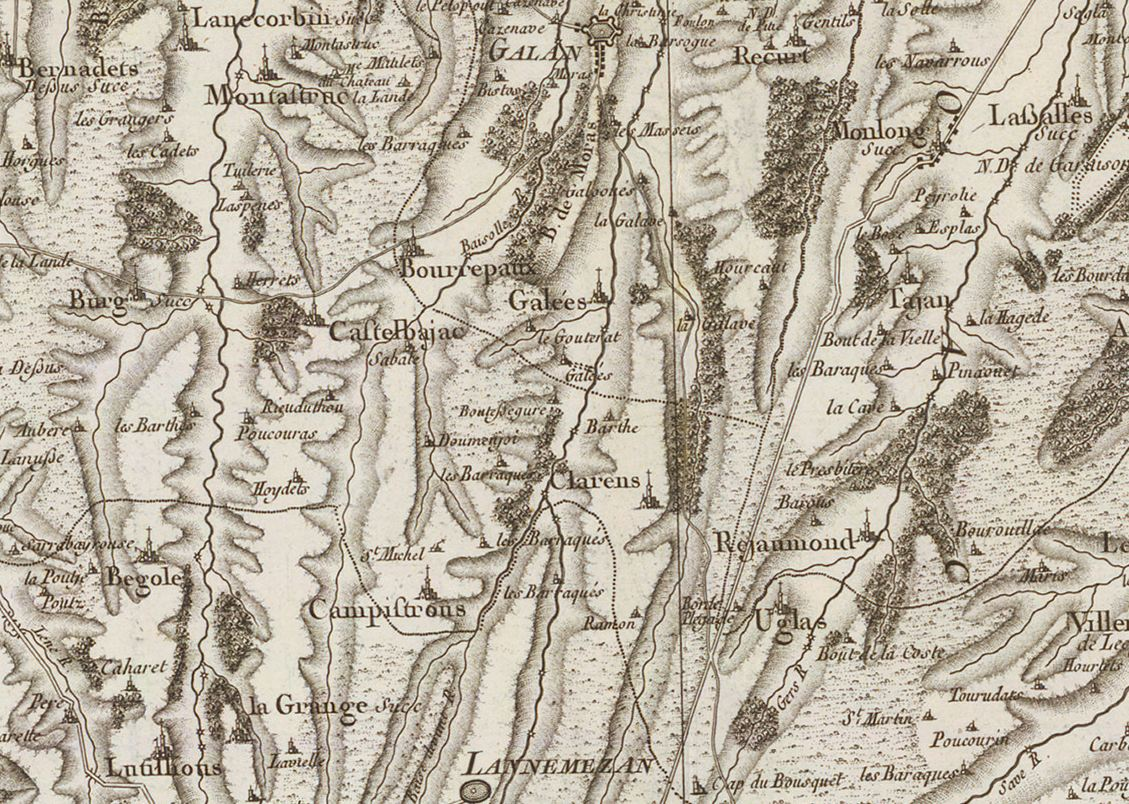
Extrait de la carte de Cassini (entre 1756 et 1789) situant Arné au nord-est de Lannemezan.

Le plan cadastral napoléonien d'Arné est consultable sur le site des archives départementales des Hautes-Pyrénées.

En 1260, les Templiers de la commanderie de Boudrac achètent la seigneurie d'Arné qui était propriété du seigneur Hugues de Bocajère.

« Sénéchaussée d'Auch. Pays des Quatre-Vallées. Vallée de Magnoac. Commanderie de Boudrac et Arné. Canton de Magnoac (chef-lieu à Monléon-Magnoac) en 1790, puis de Castelnau-Magnoac à partir de 1801. »

— selon les archives départementales

## Politique et administration

### Tendances politiques et résultats
Dans cette petite commune rurale il est usuel qu'une seule liste, sans étiquette partisane, se présente aux scrutins municipaux, la totalité des candidats étant élus au premier tour.
Au premier tour des élections présidentielles, de 2002, 2007 et 2012, les électeurs arnois, comme l'ensemble de ceux du département des Hautes-Pyrénées, ont toujours majoritairement porté leur choix vers le (la) candidat(e) présenté(e) par le Parti socialiste. Au rang des exceptions : l'élection de 2017, où Marine Le Pen est arrivée en tête.
Au premier tour des élections législatives de 2002, 2007 et 2012, pour la première circonscription des Hautes-Pyrénées, les électeurs arnois ont toujours placé en tête le candidat du Parti socialiste. En 2017, dans le contexte de l'élection à la présidence de la République d'Emmanuel Macron, le candidat de la République en Marche est arrivé en tête, immédiatement suivi par le candidat socialiste.
Au premier tour des élections européennes de 2004 et 2009, cantonales de 2008, départementales de 2015, et régionales de 2004, 2010 et 2015, les électeurs ont placé en tête les candidats du Parti socialiste, ou de l'union de la gauche. Seule exception, pour l'élection européenne de 2009, où Dominique Baudis, candidat de l'UMP, est arrivé en tête, ex æquo avec Kader Arif.
Lors des référendums, les résultats de la commune sont à l'image des résultats nationaux, sauf en 2005, où le non est voté à plus forte majorité dans la commune.

### Administration municipale
Le nombre d'habitants au dernier recensement étant compris entre 100 et 499, le conseil municipal de la commune, présidé par le maire actuel Monique Castex, est composé de 11 conseillers.

### Liste des maires

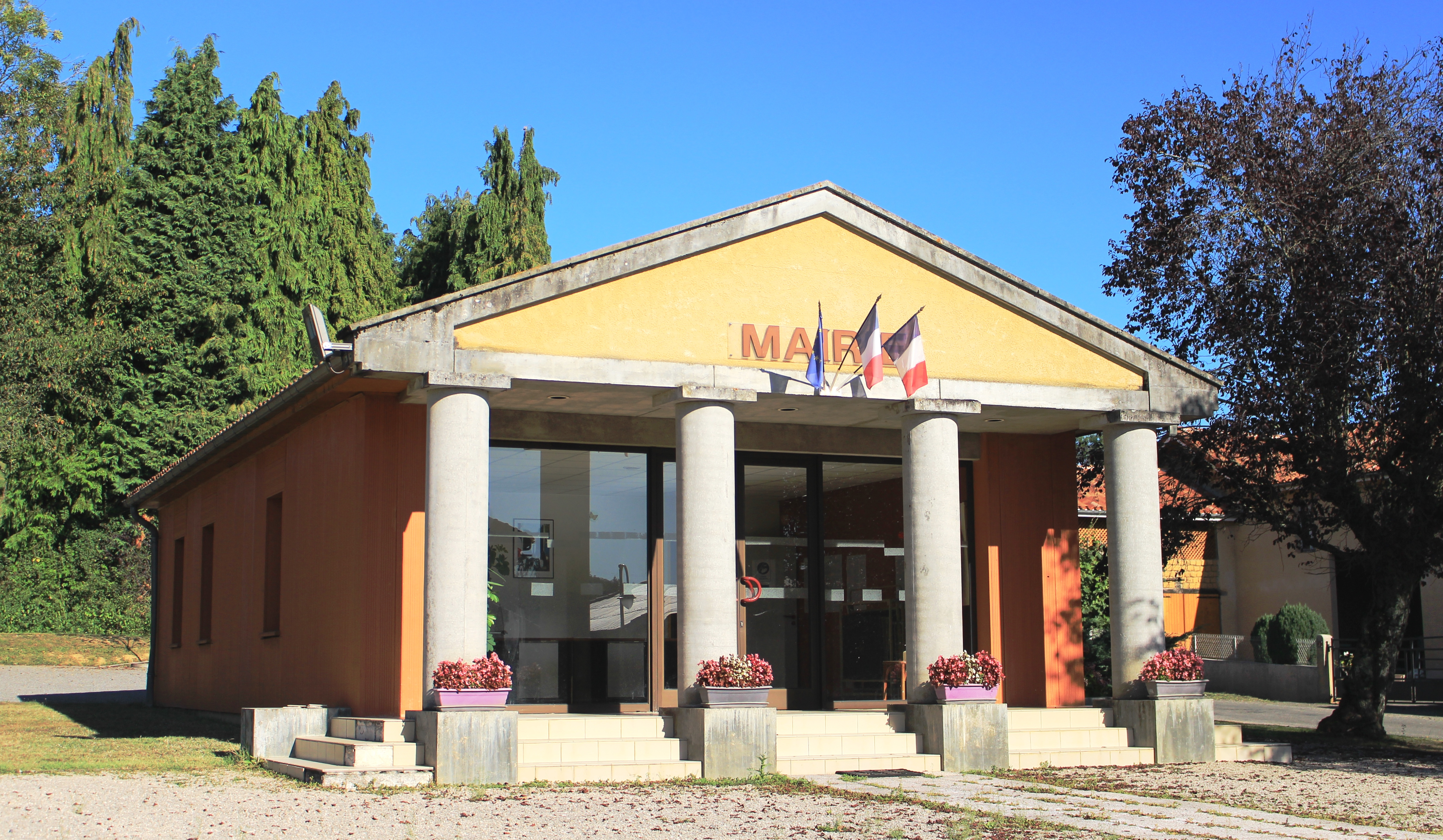
La mairie en 2020.

| Période                                  | Période   | Identité        | Étiquette | Qualité |
| ---------------------------------------- | --------- | --------------- | --------- | ------- |
| Les données manquantes sont à compléter. |           |                 |           |         |
|                                          |           |                 |           |         |
| mars 2001                                | mars 2014 | Armand Touzanne |           |         |
| mars 2014                                | mars 2020 | Monique Castex  |           |         |
| mars 2020                                | en cours  | Lionel Cazaux   |           |         |

### Rattachements administratifs et électoraux

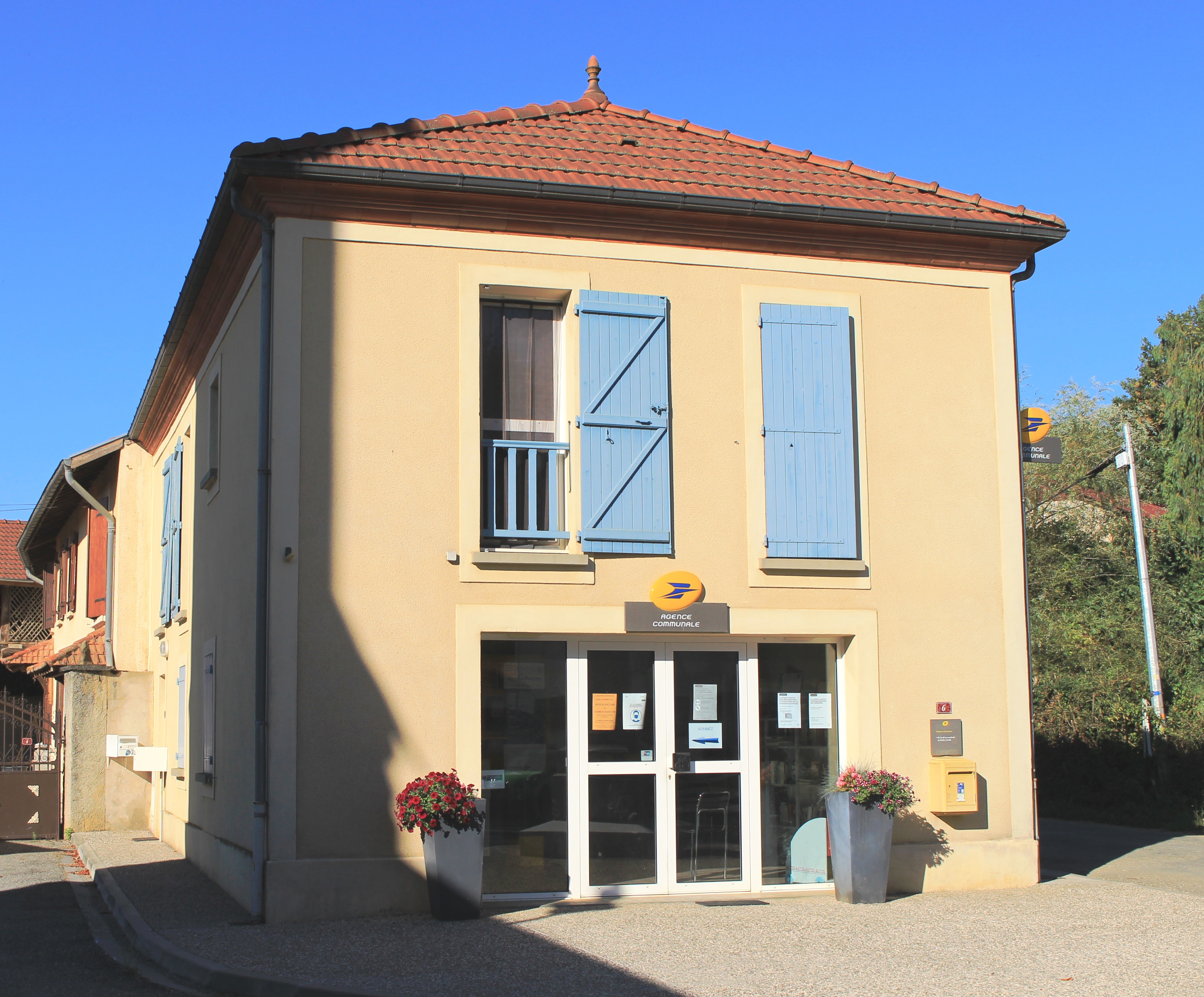
La Poste en 2020.

Du point de vue des collectivités territoriales, Arné fait partie de la communauté de communes du Plateau de Lannemezan Neste-Baronnies-Baïses, créée le 1er janvier 2017. Elle succède à la communauté de communes du Plateau de Lannemezan et des Baïses créée en 1994 et à laquelle la commune adhère depuis sa création. La communauté de communes regroupe 57 communes et 17 999 habitants en 2017.
Du point de vue administratif, Arné fait partie de l'arrondissement de Bagnères-de-Bigorre.
Du point de vue électoral, Arné fait partie du canton de la Vallée de la Barousse et de la première circonscription des Hautes-Pyrénées.
Du point de vue judiciaire, Arné relève du tribunal d'instance de Tarbes, du tribunal de grande instance de Tarbes, de la cour d'appel de Pau, du tribunal pour enfants de Tarbes, du conseil de prud'hommes de Tarbes, du tribunal de commerce de Tarbes, du tribunal administratif de Pau et de la cour administrative d'appel de Bordeaux.

### Politique environnementale

#### Eau potable et assainissement
L'accès à l'eau potable à Arné (production, transport et distribution) est assuré par le syndicat des eaux Barousse Comminges Save en délégation,.
L'assainissement des eaux usées d'Arné est assuré, de manière individuelle, par l’intercommunalité en régie.

#### Collecte des déchets
La gestion des déchets est déléguée au syndicat intercommunal à vocations multiples de Saint-Gaudens Montréjeau Aspect Magnoac (SIVOM - SGMA), créé en 1968. Les déchets ménagers recyclables ou non (verre inclus), sont collectés dans des bacs collectifs répartis sur le territoire communal de manière hebdomadaire,. Une déchèterie, sur le territoire de la commune de Castelnau-Magnoac, est accessible aux habitants d'Arné comme des autres localités de la communauté de communes.

### Finances locales

#### Budget
En 2017, selon la Direction générale des Finances publiques (DGFiP), les opérations de fonctionnement ont entraîné un résultat comptable bénéficiaire arrondi à 108 000 €. Les recettes de fonctionnement s'élevaient à 183 000 € tandis que les dépenses de fonctionnement étaient de 75 000 €.
Toujours en 2017, la capacité de financement de la section d'investissement était de −27 000 €. Les recettes d'investissement s'élevaient à 258 000 € tandis que les dépenses d'investissement s’élevaient à 231 000 €. Dans ces dépenses d'investissement, le remboursement d'emprunts s'élève à 144 000 €.

#### Capacité d'autofinancement
Le tableau ci-dessous présente l'évolution de la capacité d'autofinancement, un des indicateurs des finances locales d'Arné, sur une période de dix-sept ans :
|                      | 2000 | 2001 | 2002 | 2003 | 2004 | 2005 | 2006 | 2007 | 2008 | 2009 | 2010 | 2011 | 2012 | 2013 | 2014 | 2015 | 2016 | 2017 |
| -------------------- | ---- | ---- | ---- | ---- | ---- | ---- | ---- | ---- | ---- | ---- | ---- | ---- | ---- | ---- | ---- | ---- | ---- | ---- |
| Arné                 | 218  | 144  | 188  | 157  | 359  | 75   | 224  | 135  | 170  | 186  | 196  | 129  | 251  | 260  | 185  | 278  | 604  | 496  |
| Moyenne de la strate | 197  | 195  | 186  | 202  | 171  | 180  | 209  | 224  | 215  | 209  | 203  | 240  | 252  | 239  | 231  | 229  | 226  | 235  |

| ■ CAF d'Arné ■ CAF moyenne de la strate |

La capacité d'autofinancement de la commune, comparée à la moyenne de la strate (ensemble des communes de moins de 250 habitants appartenant à un groupement fiscalisé), est très changeante. Elle peut être supérieure à la moyenne, comme en 2004, 2015 et 2016 par exemple ; équivalente, comme en 2002 et 2010 par exemple ; ou encore inférieure comme en 2005, 2011 et 2014 par exemple,.

### Jumelage
Au 14 janvier 2019, Arné n'est jumelée avec aucune commune.

## Population et société

### Démographie
Les habitants d'Arné sont appelés les Arnois.

#### Évolution démographique
L'évolution du nombre d'habitants est connue à travers les recensements de la population effectués dans la commune depuis 1793. Pour les communes de moins de 10 000 habitants, une enquête de recensement portant sur toute la population est réalisée tous les cinq ans, les populations de référence des années intermédiaires étant quant à elles estimées par interpolation ou extrapolation. Pour la commune, le premier recensement exhaustif entrant dans le cadre du nouveau dispositif a été réalisé en 2006.

En 2022, la commune comptait 182 habitants, en évolution de −15,35 % par rapport à 2016 (Hautes-Pyrénées : +1,59 %, France hors Mayotte : +2,11 %).
| 1793 | 1800 | 1806 | 1821 | 1831 | 1836 | 1841 | 1846 | 1851 |
| ---- | ---- | ---- | ---- | ---- | ---- | ---- | ---- | ---- |
| 327  | 301  | 240  | 399  | 502  | 492  | 504  | 508  | 516  |

| 1856 | 1861 | 1866 | 1872 | 1876 | 1881 | 1886 | 1891 | 1896 |
| ---- | ---- | ---- | ---- | ---- | ---- | ---- | ---- | ---- |
| 497  | 504  | 503  | 500  | 499  | 453  | 462  | 449  | 446  |

| 1901 | 1906 | 1911 | 1921 | 1926 | 1931 | 1936 | 1946 | 1954 |
| ---- | ---- | ---- | ---- | ---- | ---- | ---- | ---- | ---- |
| 446  | 408  | 417  | 367  | 341  | 337  | 355  | 318  | 286  |

| 1962 | 1968 | 1975 | 1982 | 1990 | 1999 | 2006 | 2011 | 2016 |
| ---- | ---- | ---- | ---- | ---- | ---- | ---- | ---- | ---- |
| 263  | 257  | 234  | 199  | 188  | 187  | 194  | 206  | 215  |

| 2021 | 2022 | - | - | - | - | - | - | - |
| ---- | ---- | - | - | - | - | - | - | - |
| 190  | 182  | - | - | - | - | - | - | - |

#### Pyramide des âges
La population de la commune est relativement âgée.
En 2018, le taux de personnes d'un âge inférieur à 30 ans s'élève à 21,9 %, soit en dessous de la moyenne départementale (29,0 %). À l'inverse, le taux de personnes d'âge supérieur à 60 ans est de 40,4 % la même année, alors qu'il est de 34,2 % au niveau départemental.
En 2018, la commune comptait 112 hommes pour 98 femmes, soit un taux de 53,33 % d'hommes, largement supérieur au taux départemental (48,09 %).
Les pyramides des âges de la commune et du département s'établissent comme suit.
| Hommes | Classe d’âge | Femmes |
| ------ | ------------ | ------ |
| 0,9    | 90 ou +      | 2,0    |
| 13,9   | 75-89 ans    | 12,0   |
| 28,7   | 60-74 ans    | 23,0   |
| 23,5   | 45-59 ans    | 25,0   |
| 13,0   | 30-44 ans    | 14,0   |
| 9,6    | 15-29 ans    | 10,0   |
| 10,4   | 0-14 ans     | 14,0   |

| Hommes | Classe d’âge | Femmes |
| ------ | ------------ | ------ |
| 1,1    | 90 ou +      | 3      |
| 9,8    | 75-89 ans    | 13,1   |
| 21     | 60-74 ans    | 21,5   |
| 20,7   | 45-59 ans    | 20,6   |
| 16     | 30-44 ans    | 15,4   |
| 16,1   | 15-29 ans    | 13,1   |
| 15,2   | 0-14 ans     | 13,3   |

### Enseignement
« La première école d'Arné fut construite en 1865 et agrandie en 1898. Le bâtiment ayant été détruit par un incendie en 1930, une nouvelle école fut reconstruite en 1947. L'école publique d'Arné ayant été fermée par l'Inspecteur d'Académie en 1994, les enfants de la Commune sont inscrits à l'école publique de Pinas et bénéficient d'un service de ramassage scolaire. (Depuis lors, Arné ne dispose plus d'une école primaire publique.) Les locaux de l'école sont utilisés depuis maintenant dix ans, par l'école de musique d'Arné qui accueille quatre vingt élèves. »

— selon le site de la communauté de communes, qui référence l'histoire du village.
Pour l'enseignement secondaire, la carte scolaire prévoit la scolarisation des élèves sur la commune de Lannemezan, respectivement au collège Gaston Fébus et pour le lycée, au lycée polyvalent Jules Michelet pour l'enseignement général et technologique.

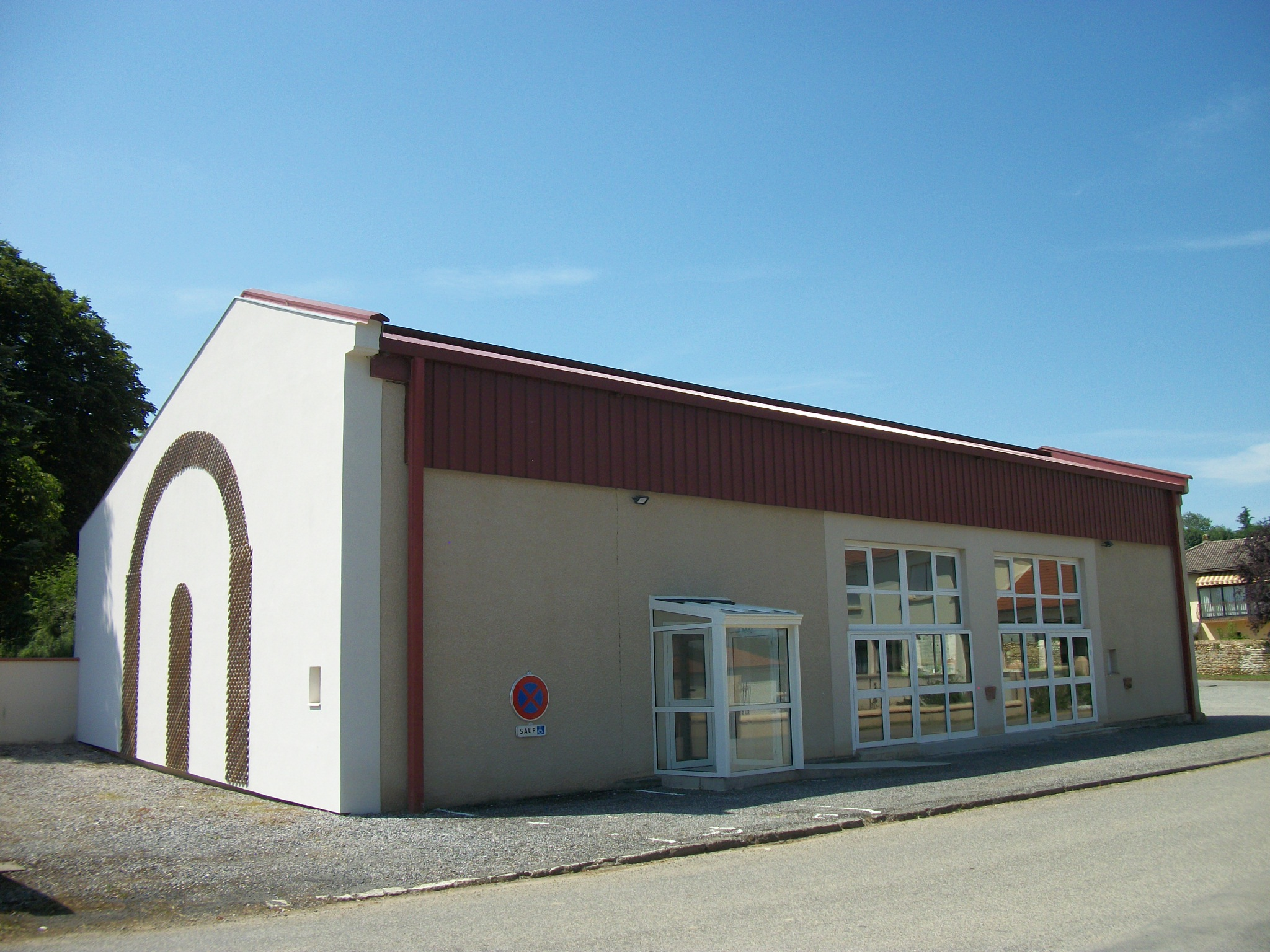
Salle des fêtes.

La commune dépend de l'académie de Toulouse.

### Vie culturelle et sportive

#### Vie associative
Cinq associations ont leur siège à Arné. La majorité d'entre elles (3 associations) interviennent dans le domaine de la culture et des loisirs, par l'organisation de manifestations culturelles, le chant, le théâtre, la mise en place d'ateliers de loisirs pour les habitants, etc. Une autre œuvre dans le domaine de la chasse et de la pêche. Une, enfin, est une association sportive.

### Santé

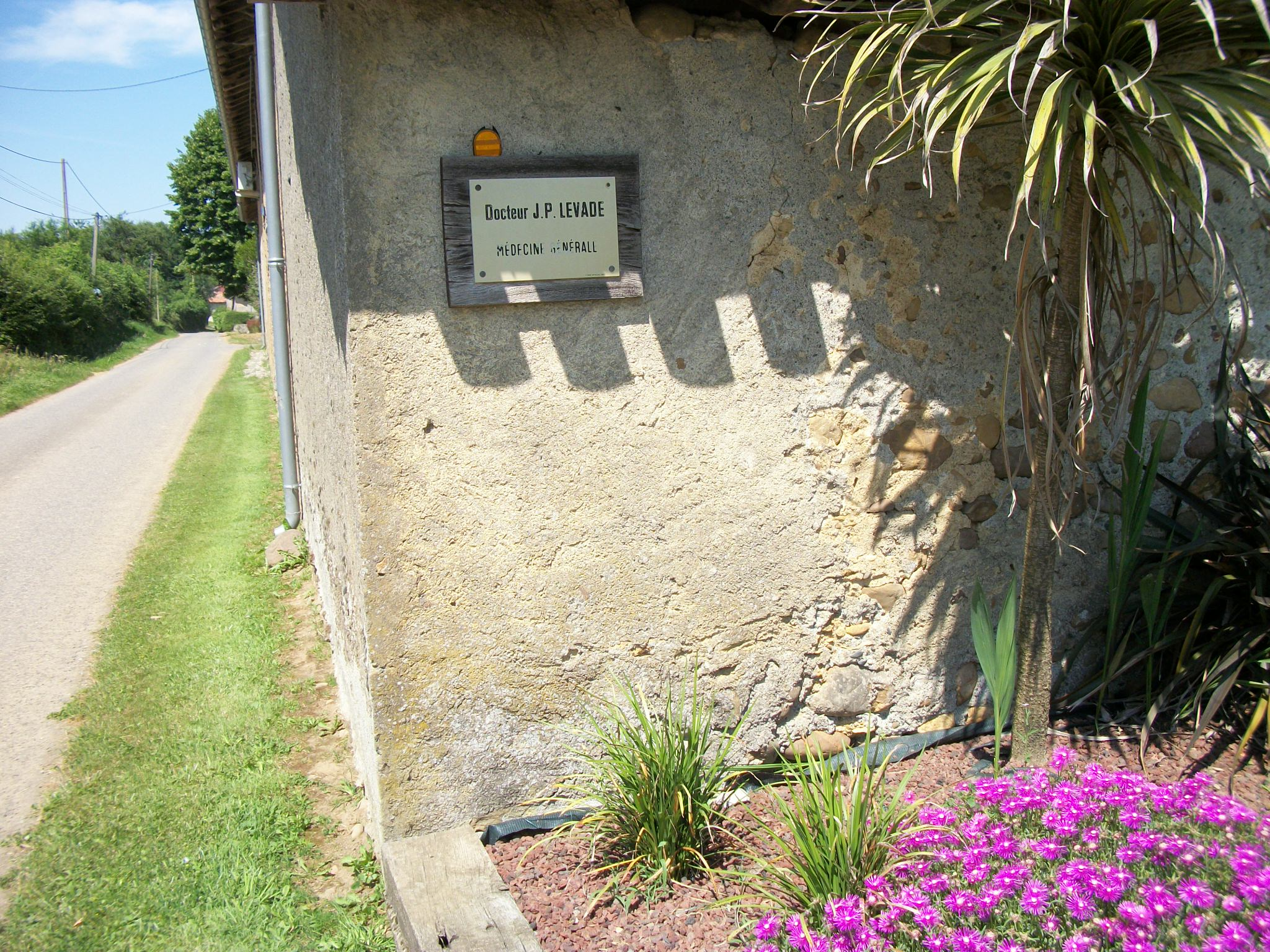
Plaque du médecin généraliste du village d'Arné, le Dr Levade Jean-Pierre.

Il y a un médecin généraliste, mais il n'y a pas d'établissement de santé à Arné. Le centre de secours desservant est celui de Castelnau-Magnoac. Les cabinets médicaux, cabinets dentaires et les pharmacies de proximité sont situés à Lannemezan.
Les hôpitaux et cliniques médico-chirurgicales de proximité sont à Lannemezan et Tarbes.

### Médias
L'actualité d'Arné est couverte par deux journaux. La Dépêche du Midi et La Nouvelle République des Pyrénées, grands quotidiens régionaux.
Parmi les chaînes de télévision de télévision numérique terrestre (TNT) accessibles à tous les habitants de la commune, France 3 Midi-Pyrénées relaie, entre autres, les informations locales.

### Culte catholique
Le territoire de la commune dépend de la paroisse du Magnoac au sein du diocèse de Tarbes et Lourdes, lui-même partie de l'archidiocèse de Toulouse.
La commune dispose d'un lieu de culte catholique : l'église Saint-Michel.

### Télécommunications
En 2017, un accord passé entre Orange, et le département des Hautes-Pyrénées prévoit le raccordement de toutes les communes du département au Très Haut Débit (THD) d'ici à fin 2022.

## Économie

### Revenus et fiscalité
En 2011, le revenu fiscal médian par ménage était de 27 556 €, ce qui plaçait Arné au 20 390e rang parmi les 36 562 communes de plus de 50 ménages en métropole.
Le revenu net déclaré par foyer était pour 2015 de 18 685 euros, valeur légèrement inférieure à la moyenne départementale qui s'établissait pour la même année à 19 523 euros. En 2010, la commune ne comptait aucun foyer assujetti à l'impôt de solidarité sur la fortune (ISF).

### Emploi
En 2014, la population âgée de 15 à 64 ans s'élevait à 121 personnes, parmi lesquelles on comptait 65,6 % d'actifs dont 63,1 % ayant un emploi et 2,5 % de chômeurs. Depuis 2009, le taux de chômage communal est inférieur à celui de la France, et stagne aux alentours de 4 %.
On comptait 34 emplois dans la commune, contre 55 en 2010. Le nombre d'actifs ayant un emploi résidant dans la commune étant de 80, l'indicateur de concentration d'emploi est de 42,6 %, ce qui signifie que la commune offre moins d'un emploi pour deux habitants actifs.

### Entreprises et commerces
Au 31 décembre 2015, Arné comptait 34 établissements : 14 dans l’agriculture-sylviculture-pêche, 1 dans l'industrie, 3 dans la construction, 11 dans le commerce-transports-services divers et 5 étaient relatifs au secteur administratif.
En 2016, aucune entreprise n'a été créée dans la commune.

## Culture locale et patrimoine

### Lieux et monuments

#### Monuments religieux
- La commune dispose d'une église : l'église Saint-Michel[85].

« Témoin de la longue Histoire de la Commune, l'église d'Arné fut remaniée à divers épisodes, et fait s'opposer des styles très différents. Jusqu'à la fin de l'ancien régime, il s'agissait d'un édifice roman à nef unique, qui fut agrandie à trois reprises, en 1827, en 1860 et en 1894. Le clocher fut édifié en 1842 et modifié en 1874. »

— selon le site de la communauté de communes, qui référence l'histoire du village.
- Oratoire de la Vierge Marie
- Statue de Saint Lizier, patron d'Arné
- Monument aux morts

Sélection de vues diverses
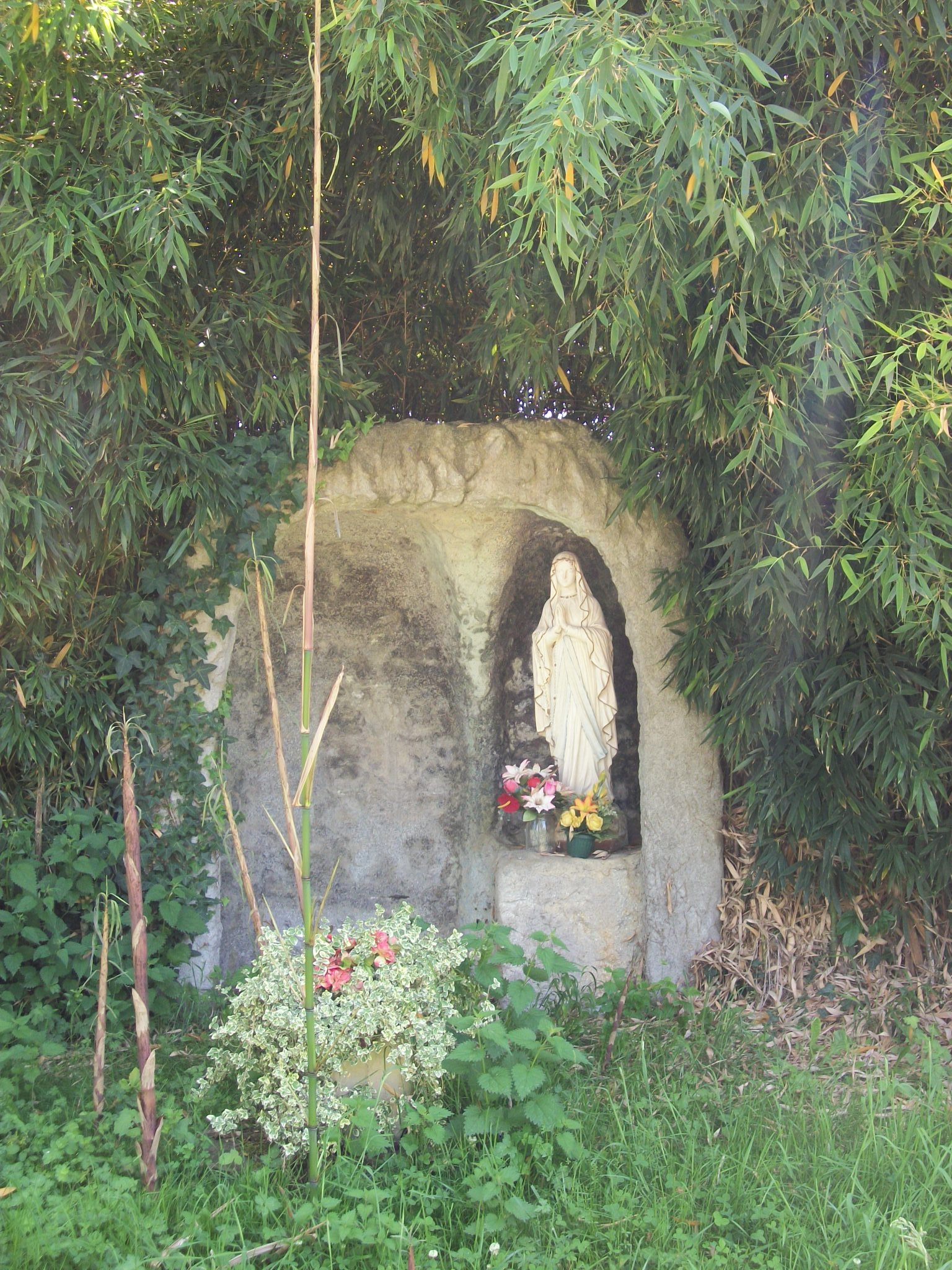
Oratoire de la Vierge Marie
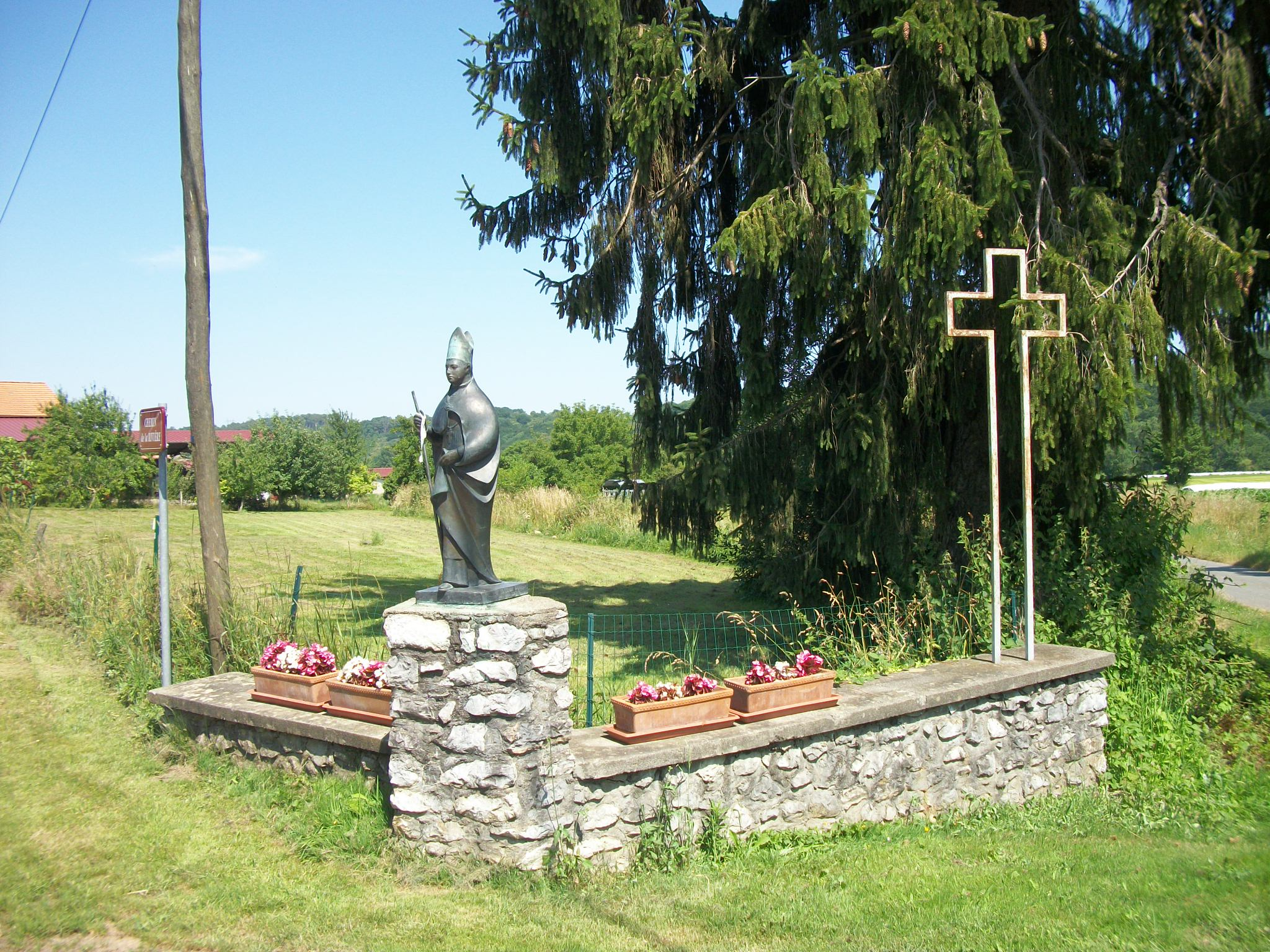
Statue de Saint-Lizier, patron d'Arné et une croix
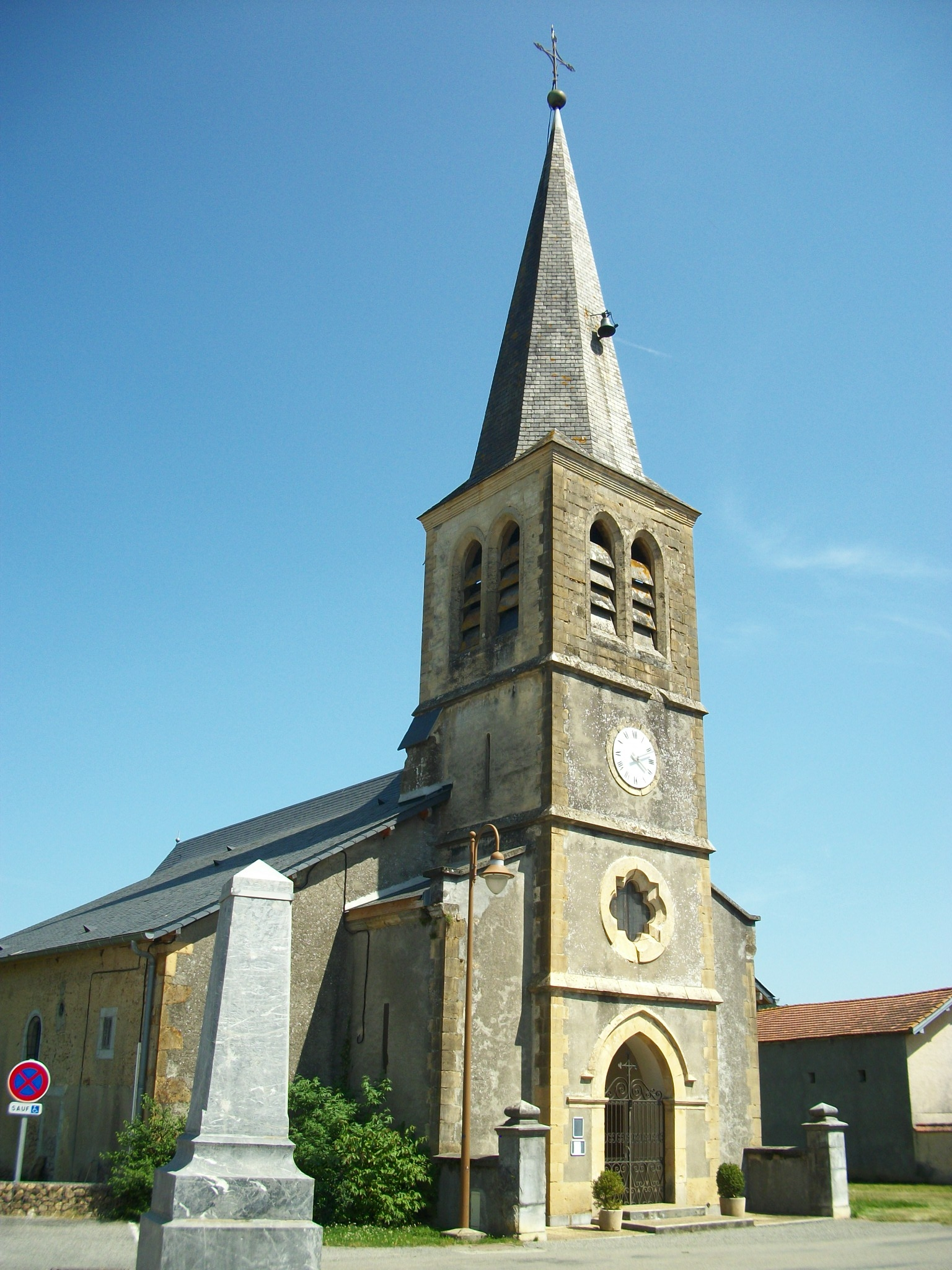
L'église Saint-Michel et le monument aux morts

#### Tumulus
La commune compte deux tumulus, inscrits monument historique : le tumulus, inscrit depuis le 26 juin 1968, situé au lieu-dit la Glotte, propriété d'une personne privée et le tumulus, inscrit depuis 26 juin 1968, situé au lieu-dit Chourtigade, propriété d'une personne privée.

#### Autres lieux et monuments
La commune compte une agence postale communale, située sur la place de la Mairie.

### Héraldique
| Blason de Arné | Blason  | - Parti d'or à trois pals de gueules, et d'argent au lion de gueules ; le tout sommé d'un chef d'azur chargé d'une fleur de lys d'or,. —OU— - Parti de Foix et d'Armagnac, le tout sommé d'un chef d'azur chargé d'une fleur de lys d'or. |
| Blason de Arné | Détails | blason officiel vérifié auprès de la mairie. |